# Stanardsville
Stanardsville város az USA Virginia államában. Lakosainak száma 349 fő (2020. április 1.).

## Népesség
A település népességének változása:
| Lakosok száma | 476  | 367  | 349  |
|               | 2000 | 2010 | 2020 |